# Jacques Nicolet (homme politique)
Pour les articles homonymes, voir Jacques Nicolet et Nicolet (homonymie).
Jacques Nicolet, né le 24 octobre 1965 à Lignerolle (originaire du même lieu), est une personnalité politique suisse, membre de l'Union démocratique du centre (UDC).
Il est député du canton de Vaud au Conseil national depuis 2015.

## Biographie
Jacques Nicolet naît le 24 octobre 1965 à Lignerolle, dans le canton de Vaud. Il est originaire du même lieu.
Il exerce la profession d'agriculteur.
Le 1er janvier 2020, il est victime d'un grave accident sur son exploitation, qui lui brise les deux talons.
Il a le grade de soldat à l'armée.Il est divorcé et père de quatre enfants. 

## Parcours politique
De 1994 à 2005, puis à nouveau à partir de 2011, il est municipal (exécutif) de la commune de Lignerolle. De 2008 à 2015, il est député au Grand Conseil du canton de Vaud. Il en est le président de juillet 2014 à juin 2015.
En 2015, il est élu au Conseil national. Il siège d'abord deux ans à la Commission de gestion, puis à la Commission des finances de 2017 à 2019. De janvier 2016 à décembre 2019, il est président de l'UDC Vaud.
En mars 2017, alors qu'il est candidat au Conseil d'État vaudois, il déclare : « J’ose croire que Marine Le Pen va aller un grand bout dans cette élection », parlant de l'élection présidentielle française de 2017. Cette phrase a mis dans l'embarras le Parti libéral-radical vaudois, parti allié de l'UDC dans cette élection.
Le 21 mai 2017, date du second tour de l'élection au Conseil d'État vaudois, il arrive en troisième position derrière la sortante Béatrice Métraux et la socialiste Cesla Amarelle. Il obtient 61 000 suffrages et n'est donc pas élu au gouvernement cantonal[réf. nécessaire].
Il est réélu au Conseil national en octobre 2019 et octobre 2023. Il siège au sein de la Commission des finances depuis novembre 2017 après avoir été membre de la Commission de gestion.